# Pierino Bertolazzo
Pierino Bertolazzo (né le 17 avril 1906 à Verceil et mort le 16 février 1964 à Diano Marina) est un coureur cycliste italien. Il a été champion du monde sur route amateur en 1929. Ne parvenant pas à obtenir de résultat significatif chez les professionnels, il arrête sa carrière en 1934. Il devient journaliste à La Stampa. De retour dans le cyclisme, il est sélectionneur (commissario tecnico, ou CT) de l'équipe d'Italie, notamment lors de la victoire d'Adolfo Ferrari au championnat du monde amateur en 1947. Il est ensuite directeur sportif des équipes cyclistes Frejus, Asborno, Ignis et Cynar dans les années 1950 et 1960.

## Palmarès
- 1928
  - Coppa Citta' di Asti
- 1929
  -  Champion du monde sur route amateur
- 1930
  - Coppa Citta' di Asti
  - 9e du championnat du monde sur route amateur